# 찰리 시니어
찰리 시니어(영어: Charlie Senior, 2001년 11월 20일~)는 오스트레일리아의 권투 선수로 2024년 하계 올림픽 남자 페더급에서 동메달을 획득했다.